# 桃色サバス
『桃色サバス』は、ヤングキングに1992年から1997年にかけて連載された、中津賢也による漫画である。
2023年より、ホラーシルキーにて続編である『桃色スレイマン』が連載中。

## 概要
悪魔の魂を宿して生まれた少年・魔道玉吉と、玉吉をボディーガードしている魔女カゴメ。それらをとりまく人々たちのちょっとHなラブコメディー。
『桃色スレイマン』は『サバス』から20数年後。大人になったブブが訪れた人間界には懐かしい人物とその血縁者がいた。

## 主な登場人物

### 魔女
カゴメ
主人公。魔女ではあるが低級魔女のために魔力はなく、魔法は一切使えない。その代わり片手で鉄骨を折り曲げたり、玉吉に飛来してくる物を拳だけで容易に受け止めるほどの怪力を持っている。最初はベルゼビュートの命を受け、玉吉を殺すために人間界にやってきたが玉吉の男気に惚れ、ボディガードとして魔道家に居候してしまう。また、裸体の露出が多い本作の中で、カゴメだけは玉吉と結ばれるまで乳首の描写がなかった。魔女とは思えない性格の良さを持つ（本性がしっぽでわかる魔界風邪の時、彼女のしっぽはウサギだった）。最終的に玉吉と結ばれたため、強力な魔力を得ることとなる。怪力でありながら寝相が悪く、居候に加わった妹のヘキサも泊まった初日の就寝中に殴られたため翌日から同衾は拒否される。そのため、以降は玉吉の部屋で寝ている。名前の由来は「カゴメ」から。
『桃色スレイマン』では玉吉と結婚しており「珠衣（たまえ）」「多丸（たまる）」という二児の母となり、子供たちが頑丈なのをいいことに遠慮のない（ただし本気でもない）遠慮のないしつけを行っている。玉吉と結ばれた影響から魔力を得て増大しており、S級魔女となっているが子供たちには内緒にしている。
マユ
カゴメの幼馴染。低級魔女で、魔力を得るために玉吉の精液を欲している。様々な方法で玉吉を誘惑するが、カゴメにばれて一悶着を起こすことが多い。行動がかなりのスケベな変態状態になってしまっている。また魔法に関する知識自体は豊富で、他人の姿をフルコピーで変身、カメラを魔女でも透視で撮影化改造できるほど魔力があるのだが、制御に難があり感情のままにフルパワーを出すと自分もダメージを負ってしまうためレベルアップが出来ない（そのため玉吉の精液を欲している）。なお、人間界では｢魔由子｣と名乗り、下水道内に作られた亜空間に住んでいる。
『桃色スレイマン』では玉吉に関しては諦めたようだが、息子の多丸に関心を寄せているようで接触する機会を求めて保健室の養護教諭となっている。
ヘキサ
カゴメの妹。ベルゼビュートを裏切ったカゴメに成り代わり、玉吉を殺しにやってくるが、その時出会った日吉丸に惚れて人間界に居ついてしまう。非常に忘れっぽい性格で、人間界にやってきた当初も何のために来たのか忘れている始末。カゴメと同じく魔道家に居候している。カゴメのことは姉にもかかわらず「カゴメ」と呼び捨てにしている。年上である玉吉の友人（下に記載）千葉に対しても「千葉ちゃん」である。なお、登場する魔女では唯一の上級魔女。
クリス
カゴメの友人の低級魔女。魔力は上級魔女クラスのパワーがあるのだが、高所恐怖症で上級魔女の試験基準（の一つ）である「箒での飛行」が出来ないため、パスできず低級魔女に留まっている。その後、特訓としてやったバンジージャンプにハマって克服したようだが、昇級できたのかは不明。普段は世間知らずのおっとりとした性格だが、背中に張り付いている使い魔（コウモリ）が離れると、非常に乱暴で凶暴な性格になる二重人格者。
終盤、魔法パソコンのアプリケーションソフトで「玉吉の家系図（後述）」を作ったが、それによって玉吉の想像を絶する血筋が明らかとなる。

### 魔道家
魔道玉吉（まどう たまきち）
魔神ベルゼビュートの魂を宿して生まれた高校生。そのために、早死にするように呪いがかけられており、ありとあらゆる不幸が身に降りかかるが、非常に頑丈な身体とタフな生命力からケガする程度で済んでいる。未成年でありながら酒には目がない大酒呑みで、飲み過ぎて酔いが限界を越えたり（同様に怒りなどの感情が限界を越えて）キレた時には悪魔の魂が表に出てしまい、凶暴な性格に豹変し大暴れするなど「悪魔上戸」「魔神化」と呼称されている。また、性的なことに関しては非常に奥手で、異性とキスをする事を想像するだけで鼻血を吹いて卒倒するくらいである。だがこれは、玉吉に宿る本当の姿（後述）を封印するためのリミッターであった。なお、玉吉の体液には魔力があり、特に精液に強力な力を宿す。
『桃色スレイマン』ではカゴメと結婚し「珠衣（たまえ）」「多丸（たまる）」という二児の父となっているが、家を留守にしている。
魔道玉三郎（まどう たまさぶろう）
玉吉の父親。職業はヌードカメラマンで、気に入った女性がOKするまでストーカーまがいの説得を行う。女子高生のヌードを撮りたいがために女性に変身して高校に潜入したり（もっとも、女に変身したこと自体は事故だったが）、玉吉の体液（飲みかけのビールに混じった唾液）を吸って悪魔化したり、会話中に突如出現したりなど、完全なトラブルメーカーである。カゴメのヌードを撮りたがって猛烈に迫っていた時、玉吉により西武新宿線の電車に道連れにひかれても怪我程度ですんでいる。強靱な肉体と先述のストーカー以上のしぶとさを持っているのは、実は祖父（玉吉から見て曾祖父）が魔神ベールであり、魔族の血を引いていたからであった。本人曰く「ちょいとお茶目な42歳」。そのキャラの濃さから、番外編では主役を務めることが多い。高校生時代は魔族の血により番長を務めていた。
魔道多摩恵（まどう たまえ）
玉吉の母親。小学生の時から無敵の強さを誇り、今でも魔道家では最強。後に父（玉吉から見て祖父）が魔界公爵アスタロトであったことが発覚する。一番常識的な感じもするが、かつては世界征服の野望を抱いており、それは主婦業をしている現在でもなお潰えていない。小学生時代は番長で、同じく番長であった玉三郎の挑戦を退けていた。その理由は多摩恵の方がより強い魔力を持つためであった。決闘の末、多摩恵の美しさに惚れ込んだ玉三郎からプロポーズを受け、勢いで快諾。それは小学生のノリだったようで高校生になる頃には冷めていたが、結果的に玉三郎の一途な想いが通じ結ばれる。37歳の今でも抜群のプロポーションを持っている。旧姓は「御垣」。
両親は二人とも魔族の血を引いており人間離れの強さを誇るが、二人とも魔族であるという自覚は無く、また作品の性質上ギャグマンガ的な描写だと思われていた。
御垣環（みがきたまき）
魔道多摩恵の母であり、玉吉の祖母である。玉吉の魔性の面を一番心配し、玉吉が嫌がらせをされている子供に犬を使い襲われた時、猛烈な魔力で地割れ等を起こして犬は焼死、子供に倒れてきた電柱から身をもって覆い被さりそれで死ぬことに。そのとき初めて玉吉が言葉をしゃべり泣きだした玉吉に人間性を見いだし安心して死ぬ。玉吉はそれ以来本来持っている魔力を使わず、電柱や鉄柱に激突しても我慢していたことになる。また、必ず墓参りをしていた。ブブの持ってきた魔界電話（あらゆる場所で会話可能）で霊界の祖母と話すことが出来、泣いて謝っていた。彼女は人間性のある玉吉に安心していて、カゴメを大切にする様忠告する。最終話前の緊迫した状態（これは恐怖の大王で後述）で霊としてカゴメの眼前に現れ助言する。
家族思いな人物であるが、魔界公爵・アスタロトとの間に娘である多摩恵をもうけており、玉三郎の祖母と並んで玉吉の人生が呪われている元凶とも言える。
魔道珠衣（まどう たまえ）
『桃色スレイマン』から登場した玉吉とカゴメの娘。私立大崩学園中等部2年生。悪魔を従えて正義を守る少年に憧れて悪魔召喚を行うが失敗。悪魔は召喚できなかったがコピーされた複数の悪魔の人格を宿し、悪魔の人格が学校内で困っている人を助けるようになるが珠衣自身はそのことを知らない。本人は自覚していないが親譲りで頑丈。
イ・ダンテ、ズィール、ナキュオン、ヴィラティグ、ジヴェイラ、レリューチ
珠衣に宿る悪魔の人格コピーたち。基本的な性格は元のまま、（少なからず過剰な手段でだが）珠衣の望む人助けをしている。珠衣の魔力を蓄積して活動する様で使い果たすと再充填のため、珠衣ごと眠ってしまう。ブブによると、彼らの本体はその多くが罪を犯し魔界で投獄されているという。

魔道多丸（まどう たまる）
『桃色スレイマン』から登場した玉吉とカゴメの息子。私立大崩学園小等部5年生。不幸な人間を放っておけない男気のある少年。父親の玉吉と同様に頑丈でタフな身体を持ち、魔神化して強大な力を奮う。珠衣に宿った悪魔人格を任意に呼び出したり、彼らに対して実力行使ができる存在。

### 人間
天道日吉丸（てんどう ひよしまる）
玉吉の同級生。実は大天使ガブリエルの魂を宿しており、邪悪なものを忌み嫌い錫杖により祓おう（殺そう）とする。その為、悪魔の魂を宿す玉吉とはいつも敵対している。しかし、同じ邪悪な存在である魔女に対しては、非常に好意的に接する。かなりのナルシストで家は大富豪。おもらしや下痢など「自身の美意識的に耐えられないショック」を受けると、それを認められない自己逃避の結果として悪魔化ならぬ天使化する。財閥総帥の御曹司で自宅は豪邸。メイドの姿をした御庭番がいる。後にヘキサから求愛されるが、自身は世界中の女性に愛されていると思い込んでおり断るアホ。父親である「梵天丸（ぼんてんまる）」は更に輪をかけた女好き。
『桃色スレイマン』では娘である「ひより」が登場している。
天道ひより
『桃色スレイマン』から登場した天道日吉丸の娘。珠衣の同級生で珠衣が大好き。中学生としては幾分発育が良く、見た目は高校生並みであり、制服はスカートをかなり短くしている。
千葉真作（ちば しんさく）
小学校の時に玉吉と出会って以来の親友。実家は酒店を経営している。ボクシング部の主将であるが、試合ではレフェリーや実況解説役が担当になっていたが、連載が続くうちに混乱する状況から無理やりオチに持っていく役どころになった。
小学生時代は覚えたてのボクシングで粋がっていたが、拳を傷めたところを仕返しされかけて玉吉に助けられて以来、友人として付き合いを続けている。
『桃色スレイマン』では娘の「レイシュ」が登場している。
千葉レイシュ
『桃色スレイマン』から登場した千葉真作の娘。珠衣の同級生でクラス委員長。珠衣が大好きで、彼女の為なら担任で悪魔のブブをこき使うのも辞さない。
筒井一恵（つつい ひとえ）
作者の別作品『イーピンゴッド』の筒井征一（本作では2巻等におまけで登場）の娘なのだが、いつの間にか何度か登場するようになった。思いこみが非常に激しく、父譲りの変身「イーピンゴッデス」になっても、本来の目的とは違い（麻雀世界の平和）思いこみで雀荘等を破壊してしまう。征一死亡後は雀荘の親父が養父として育てている。
松戸菜絵（まつど さいえ）
科学部の部長。名前通りマッドサイエンティスト。玉吉の不死身の身体に注目し、どんな実験にも耐えうる実験台として玉吉を狙う。読切作品「せいけつ学園戦記」からのスピンオフキャラ。
先生
学園物でもあるにもかかわらず、先生がいないのではと思うくらい少ない。いたとしても担任の顔はモアイだったり、女の体育教師以外は顔すらなく、校長は校長と顔に書いてあるだけのいわゆるへのへのもへじ顔であるが、これ自体は著者の作風である。
校長
先述の筒井一恵に関して、雀荘を思いこみで破壊された際、学生食堂を雀荘への改装を許可したり（雀荘の親父が校長の知り合いで一恵が雀荘を破壊した故にだが）、女子の制服を変更するのに男子着用によるバトルロイヤルトーナメントを行い、セーラー服やブレザー以外にボンテージ、ブルマ、海女、ナース等おおよそ制服にならない物も候補に入れるほどの奇怪な校長先生である。

### 悪魔
ヤマト
カゴメの使い魔。普段は黒猫の姿をしているが人語を話すことができ、戦闘時は人間の姿に変身する。カゴメは魔力が全く無いため、箒での飛行時は彼の魔力を頼る事となる。性格は結構クール。しかし片思いの女性が襲われそうになっている所を助ける。自分の魔法で入院した玉吉を見舞う、雪ドルマの片思いを解決しようとする律儀な面もあるが、猫故に非常に気紛れである。
『桃色スレイマン』では、相変わらずカゴメの使い魔をしているが、子供たちの前では喋らずに普通の猫の振りをしている。
ダイスケ
マユの使い魔。普段は狸の姿をしている。人語を話す時は関西弁。非常にスケベで、趣味はAV鑑賞とのぞき。人間の姿をしている時は世界的に有名な俳優をしており（芸名「蒙狸大介（もうり だいすけ）」）、マユの学費や生活費諸々は全て彼が稼いでいる他、魔界にお使いとして買い出しに行く事も多く、その際に買い込んだ物品が騒ぎの切っ掛けになる事も多い。蒙狸大介としてはカゴメが大ファンである。狸としては玉吉、カゴメによく関わるが、蒙狸大介としてはほぼ無関係。脇役でありながら主人公達を差し置いて頻繁に個別エピソードが描かれるなど出番が多い。なお、外見と名前が同一のキャラクターが『妖怪仕置人』にも登場する。
『桃色スレイマン』では、何故かタヌキの姿のまま魔道家で居候している。
雪ドルマ
悪魔化した玉三郎によって召喚された魔界最下層の下級悪魔。語尾に「～ドル」を付けて話す。玉三郎が寿命で死ぬまで下僕として働くという無茶苦茶な契約を結んでしまったため、魔道家に居候する羽目に。その名の通り体は雪で出来ており、夏場は冷凍庫などに潜んでいる。大飯食らい以外たいした能力はないが、通常のカメラやビデオに撮影できない魔女を撮影、録画することができる。頭以外は水さえ飲めば再生することからアイスとして（ミルク、カルピスがけ等）食べられる機能があるが役に立っていない。後に屋根の上で日に当たりながら昼寝していたら身体が融けてしまい、干してあった洗濯物（玉吉のズボン）に染み込んだことが切っ掛けで、自分が染み込んだ衣服を着用した者を操る事が出来るという能力が発覚した。魔界最下層の下級悪魔ゆえか非常に誠実（というより「嘘を吐けるほど賢くない」）。
『桃色スレイマン』では、玉三郎が相変わらず健在なのか、魔界に帰れないまま魔道家に居候している。
ウサギ
夢魔ウサギ。人の夢想、願望等を食べるのが特徴。天道が起きた時いきなり後頭部に密着。高校内で彼の本性であった痴漢行為を働かせる。外そうにも外れず、夢想を食べ尽くすまで取れないことから天道が邪のままに更衣室を覗いたりして満足させる手前で男子更衣室を覗いてしまい、そのショックで外れる。実はヘキサの使い魔で魔界から人間界に来る途中はぐれたのを忘れていたらしい。人間形態に変身していた時、玉三郎がヌードモデルにしようとしてOKが取れ、ヌードでもエッチとは異なる非常に生き生きとした撮影シーンを見せた。
ブブ
魔神・ベルゼビュートの甥っ子で自称・カゴメの許婚。外見は幼稚園児だが、7歳児。やけにプライドが高く、カゴメと同居している玉吉にやたら突っかかってくるが、一緒になって遊んでいる時にはけっこう仲が良い。通称はブブちゃん。魔界から様々な魔法アイテムを入手してくる。上位の魔法使いでもあり「時を止める魔法」などを使えるが、使いこなしていない。この際には自分を含めて周囲一帯の時間を止めてしまったが、玉吉だけは動くことができた。
『桃色スレイマン』では「ブブ・ベルゼ・ネフュー」というフルネームが明かされ「武々山涅冬（ぶぶやま ねふゆ）」という名で人間界に来ている。私立大崩学園中等部教師という立場で働きながら魔界から抜け出した者を捕えて送り返している。
グラム
カゴメ、ヘキサの父親（人間の基準によると34歳らしい）。美形で長髪。カゴメが玉吉暗殺をしないため人間界に現れるが、それよりもカゴメを魔界に戻すことを考え玉吉に幸福になる腕輪を与える。結局、腕輪によってカゴメが不要になることに当惑して玉吉がそれを壊したため失敗。父親として娘の幸福を願い諦めた。その後しばらく出番が無かったが物語終盤にベルセビュートが実は魂の所有に他の問題があることを伝え、再度玉吉にそれを伝えて直接玉吉抹殺に挑む。
恐怖の大王
玉吉に宿る新種の悪魔。実は玉吉の先祖にもベルゼビュートとは異なる強力な悪魔の血筋を宿した者がおり、それらの血とベルゼビュートの魂が融合して、恐怖の大王が誕生した。玉吉が異性と交う事によって恐怖の大王が目覚めるが、カゴメの決死の行動によって玉吉が自身が体内の悪魔性を排出・浄化することで鎮静化する。
鎮静化はしたものの、玉吉の精神状態によっては再び目覚める可能性が高く、玉吉の精神を安んじるためにカゴメが監視役として生涯付きそうこととなる。『桃色スレイマン』で登場した珠衣や多丸は「恐怖の大王の血筋」ということになる。

## 魔界の階層とパワーの基準
基本的に魔界の魔女、悪魔の階層は魔王（上にサタン）、上級魔（魔女）、中級、低級、下級（ドル（魔））となっている。物質変換（変身）はヤマトの発言から魔法の初歩中の初歩であるらしい。同じ上級でもヘキサとベルセブブとは魔力の質が異なり、ヘキサは物質を火、ブブは水の様に操ること（物質変換）により魔力を発揮できる。ただ、魔王や恐怖の大王になると如何なる方法も使えると思われる。

## 魔道玉吉の家系図
| ベール     |          |          |          |          |          |            |            |            |            |            |            |            |            |            |            |            |            |          |          |          |          |          |          |            |            |            |            |            |            |  |  |  |  |  |  |
|            |          |          |          |          |          | 魔道玉十郎 |            |            |            |            |            |            |            |            |            |            |            |          |          |          |          |          |          |            |            |            |            |            |            |  |  |  |  |  |  |
|            |          |          |          |          |          |            |            |            |            |            |            |            |            |            |            |            |            |          |          |          |          |          |          |            |            |            |            |            |            |  |  |  |  |  |  |
| 魔道キウ   | 魔道キウ | 魔道キウ | 魔道キウ | 魔道キウ | 魔道キウ |            |            |            |            |            |            | 魔道玉三郎 | 魔道玉三郎 | 魔道玉三郎 | 魔道玉三郎 | 魔道玉三郎 | 魔道玉三郎 |          |          |          |          |          |          |            |            |            |            |            |            |  |  |  |  |  |  |
| 魔道キウ   | 魔道キウ | 魔道キウ | 魔道キウ | 魔道キウ | 魔道キウ |            |            |            |            |            |            | 魔道玉三郎 | 魔道玉三郎 | 魔道玉三郎 | 魔道玉三郎 | 魔道玉三郎 | 魔道玉三郎 |          |          |          |          |          |          |            |            |            |            |            |            |  |  |  |  |  |  |
| 佐藤ツル   |          |          |          |          |          |            |            |            |            |            |            |            |            |            |            |            |            |          |          |          |          |          |          |            |            |            |            |            |            |  |  |  |  |  |  |
|            |          |          |          |          |          | 山田丸衣   | 山田丸衣   | 山田丸衣   | 山田丸衣   | 山田丸衣   | 山田丸衣   |            |            |            |            |            |            | 魔道玉吉 | 魔道玉吉 | 魔道玉吉 | 魔道玉吉 | 魔道玉吉 | 魔道玉吉 |            |            |            |            |            |            |  |  |  |  |  |  |
|            |          |          |          |          |          | 山田丸衣   | 山田丸衣   | 山田丸衣   | 山田丸衣   | 山田丸衣   | 山田丸衣   |            |            |            |            |            |            | 魔道玉吉 | 魔道玉吉 | 魔道玉吉 | 魔道玉吉 | 魔道玉吉 | 魔道玉吉 |            |            |            |            |            |            |  |  |  |  |  |  |
| 山田玉成   | 山田玉成 | 山田玉成 | 山田玉成 | 山田玉成 | 山田玉成 | アスタロト | アスタロト | アスタロト | アスタロト | アスタロト | アスタロト |            |            |            |            |            |            |          |          |          |          |          |          |            |            |            |            |            |            |  |  |  |  |  |  |
| 山田玉成   | 山田玉成 | 山田玉成 | 山田玉成 | 山田玉成 | 山田玉成 | アスタロト | アスタロト | アスタロト | アスタロト | アスタロト | アスタロト | ???        | ???        | ???        | ???        | ???        | ???        |          |          |          |          |          |          | 御垣多摩恵 | 御垣多摩恵 | 御垣多摩恵 | 御垣多摩恵 | 御垣多摩恵 | 御垣多摩恵 |  |  |  |  |  |  |
|            |          |          |          |          |          |            |            |            |            |            |            | ???        | ???        | ???        | ???        | ???        | ???        |          |          |          |          |          |          | 御垣多摩恵 | 御垣多摩恵 | 御垣多摩恵 | 御垣多摩恵 | 御垣多摩恵 | 御垣多摩恵 |  |  |  |  |  |  |
|            |          |          |          |          |          | 御垣環     |            |            |            |            |            |            |            |            |            |            |            |          |          |          |          |          |          |            |            |            |            |            |            |  |  |  |  |  |  |
|            |          |          |          |          |          |            |            |            |            |            |            |            |            |            |            |            |            |          |          |          |          |          |          |            |            |            |            |            |            |  |  |  |  |  |  |
| 御垣増ノ進 |          |          |          |          |          |            |            |            |            |            |            |            |            |            |            |            |            |          |          |          |          |          |          |            |            |            |            |            |            |  |  |  |  |  |  |

## 書誌情報
- YOUNG KING COMICS 少年画報社 全12巻
  1. 1992年9月15日発行 ISBN 4-7859-1329-0
  2. 1993年5月1日発行 ISBN 4-7859-1353-3（快傑イーピン・ゴッド 前後編収録）
  3. 1993年11月1日発行 ISBN 4-7859-1376-2（闘え!!イーピン・ゴッデス収録）
  4. 1994年6月1日発行 ISBN 4-7859-1395-9
  5. 1994年9月1日発行 ISBN 4-7859-1413-0
  6. 1995年1月15日発行 ISBN 4-7859-1433-5
  7. 1995年6月15日発行 ISBN 4-7859-1450-5（快傑イーピン・ゴッドII収録）
  8. 1995年10月1日発行 ISBN 4-7859-1477-7
  9. 1996年4月1日発行 ISBN 4-7859-1512-9（快傑イーピン・ゴッド～最終章～収録）
  10. 1996年8月1日発行 ISBN 4-7859-1528-5
  11. 1997年3月1日発行 ISBN 4-7859-1558-7
  12. 1997年6月15日発行 ISBN 4-7859-1568-4

- 文庫版（少年画報社文庫）全7巻、少年画報社
- 「桃色サバス 裏バージョン」『RED EYE』vol.3、1998年、恐慌舎。作者自身による同人作品。

### CDブック
- 「桃色サバス」1994年、K・A・Oプロモーション

CDブックの主要キャスト
- カゴメ：篠原恵美
- 魔道玉吉：一条和矢
- 魔道玉三郎：若本規夫
- ヤマト：緑川光